# La lettera dai sigilli rossi
La lettera dai sigilli rossi (La Lettre aux cachets rouges) è un cortometraggio muto del 1911 diretto da Louis Feuillade.

## Produzione
Il film fu prodotto dalla Société des Etablissements L. Gaumont

## Distribuzione
Distribuito dalla Société des Etablissements L. Gaumont, uscì nelle sale cinematografiche francesi nel 1911. Negli Stati Uniti, fu distribuito il 4 aprile 1911 con il titolo The Letter with the Red Seal con il sistema dello split reel, accorpato in un'unica bobina con un altro cortometraggio, il documentario The City of Amalfi in Italy.